# Llengua kiong
El kiong és una llengua gairebé morta que es parla al sud-est de Nigèria, a la vil·la d'Akpap a 6.90 km al nord de Calabar, a les LGAs d'Odukpani i d'Akampka, a l'estat de Cross River.
El kiong és una llengua de la sub-família de les llengües kiong-korop, que formen part de les llengües de l'Alt Cross. Les altres llengües de la mateixa subfamília són el korop i l'odut. És una llengua molt propera al korop. Totes elles es parlen a Nigèria.

## Ús
El kiong és una llengua moribunda (8a). Només té parlants fluents d'edat avançada i és massa tard perquè es restauri per si mateixa, ja que no hi ha transmissió intergeneracional. Només és parlada per gent de més de 60 anys. Ethnologue afirma que només hi ha 100 parlants d'una població ètnica de 570 kiongs.

## Població i religió
El 80% dels 800 kiongs són cristians; d'aquests, el 60% pertanyen a esglésies cristianes independents i el 40% són protestants. El 20% restants creuen en religions tradicionals africanes.